# Bagabag, Nueva Vizcaya
Bagabag là một đô thị hạng 3 ở tỉnh Nueva Vizcaya, Philippines. Theo điều tra dân số gần đây nhất của Philipin, đô thị này có dân số 32.787 người trong 6.271 hộ.
Bagabag cách Bayombong 20 km và cách Manila 286 km. Các đơn vị giáp ranh là: phía tây là Villaverde, phía đông là Diadi, phía bắc là Lamut, Ifugao, tây nam là Solano, phía nam là Quezon. Bagabag là cửa ngõ đến ruộng bậc tang Banaue.

## Barangay
Bagabag được chia thành 17 barangay.
| - Bakir - Baretbet - Careb - Lantap - Murong - Nangalisan - Paniki - Pogonsino - San Geronimo (Poblacion) | - San Pedro (Poblacion) - Santa Cruz - Santa Lucia - Tuao North - Tuao South - Villa Coloma (Poblacion) - Villa Quirino (Poblacion) - Villaruz |